# Northwood (metropolitana di Londra)
Northwood è una stazione della metropolitana di Londra situata sulla Linea Metropolitan.

## Storia
La stazione venne aperta il 1º settembre 1887 sull'estensione della Metropolitan Railway dal precedente capolinea di Pinner sulla rotta per Rickmansworth. La stazione venne ricostruita negli anni 1960 in modo che le piattaforme si trovassero sulle linee lente di Watford piuttosto che su quelle veloci di Amersham.

## Strutture e impianti
La stazione ha quattro binari, due sulle linee lente. Non vi sono piattaforme sulle linee veloci poiché non fermano in questa stazione. Poiché non è servita dalle linee veloci, i passeggeri debbono andare in una stazione verso nord, a Moor Park e cambiare per un servizio verso sud per Baker Street o Aldgate.
Fa parte della Travelcard Zone 6.

## Galleria d'immagini

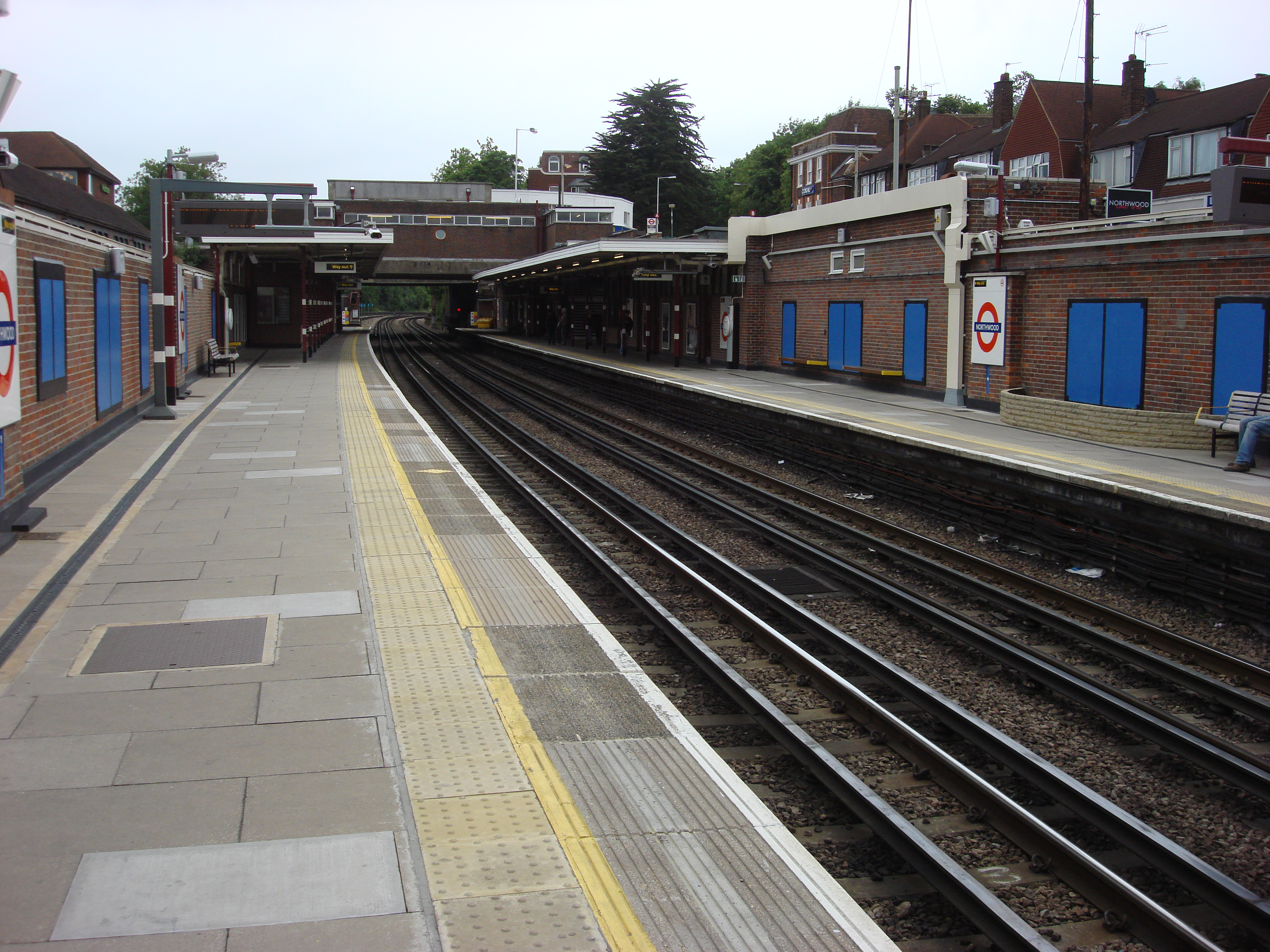
Piattaforma verso nord
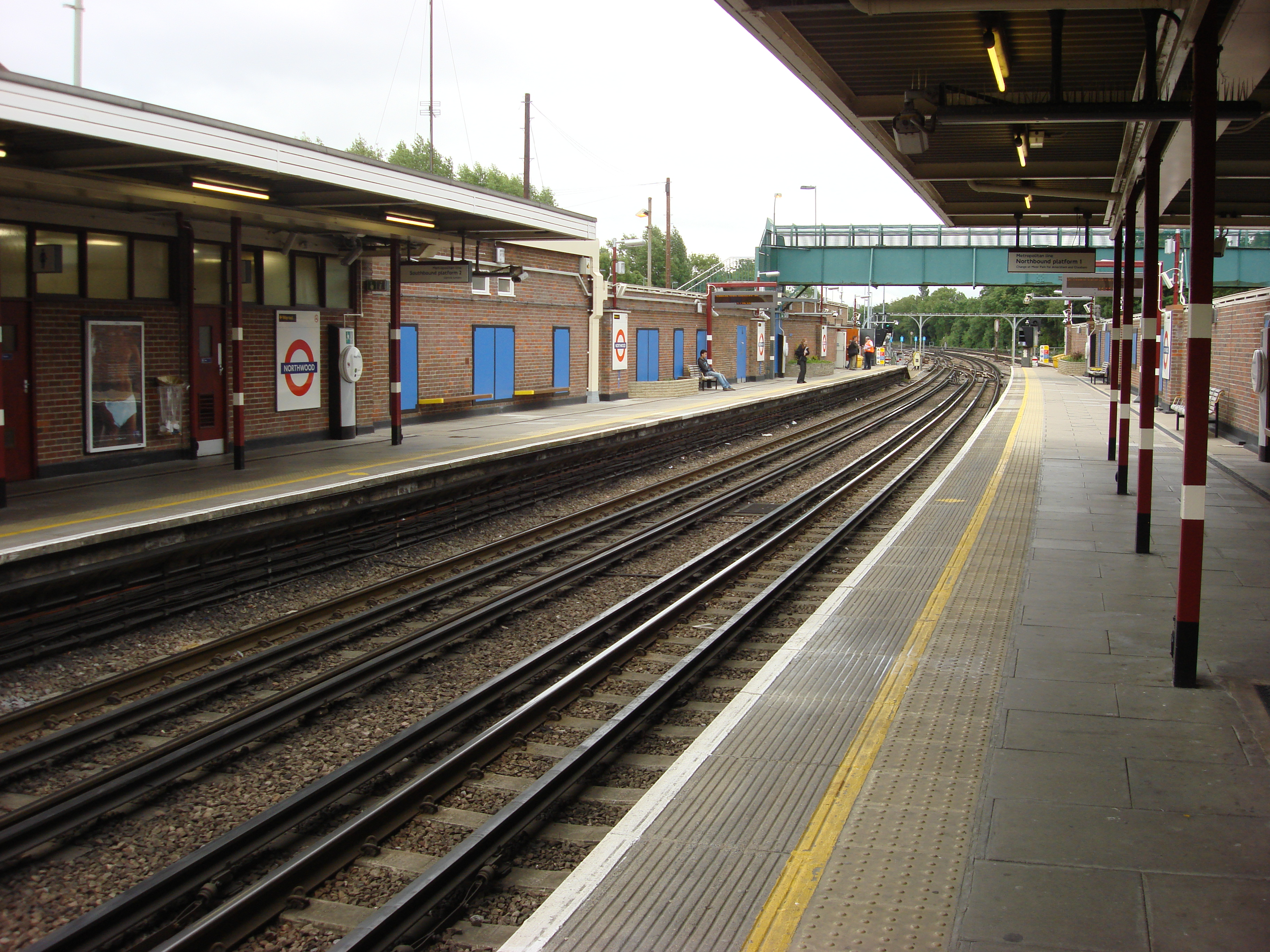
Piattaforma verso sud
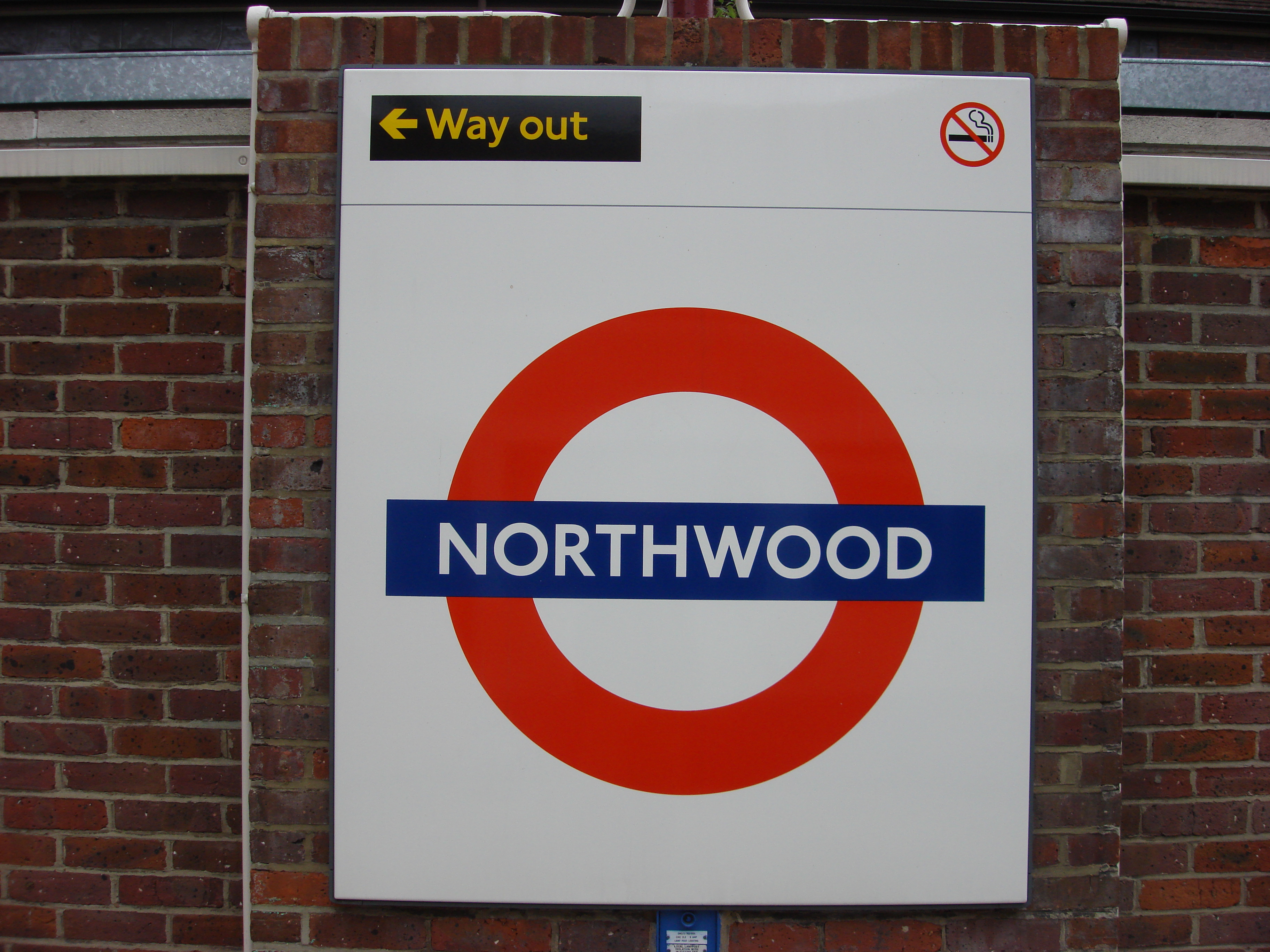
Segnale di stazione